# Sant Martí de la Plana
L'església de Sant Martí de la Plana és situada al municipi de Coll de Nargó (Alt Urgell), essent protegida com a bé cultural d'interès local. Situada dalt la carena de la muntanya del Bosc de Sallent, al sector central del terme, entre la vall de Valldarques i la vall de Sallent, s'hi pot accedir per un camí de pista de 2,5 km que es troba a uns 8 quilòmetres de Coll de Nargó a la carretera que va a Isona.

## Descripció
L'església de Sant Martí de la Plana es troba actualment gairebé ensorrada. Tot i una restauració parcial de les restes, es conserven només els murs de l'absis i el campanar.
A l'àmbit de la nau s'hi ha construït una capella rectangular coberta amb volta de canó. A la llinda hi ha la data 1856. L'edifici original era d'una sola nau, segurament devia estar coberta per volta de canó. El mur de ponent fou conservat per a la construcció de la capella actual. El campanar és una torre prismàtica amb finestres d'una sola esqueixada en dos dels murs mentre que en els altres hi ha finestres de doble esqueixada. És la part més ben conservada de l'edifici original. L'absis presenta un fris d'arcuacions llombardes i lesenes. L'aparell és de carreus ben ordenats, amb alternança de pedra tosca i hi queden restes d'arrebossat amb incisions per imitar la forma dels carreus.
Podem datar l'església de Sant Martí de la Plana al segle xi, tot i que va patir grans transformacions al segle xix. El campanar recorda al de Santa Maria de Remolins, que és allà a la vora, i de fet s'allunya dels altres models de l'època. Es tracta d'un punt de referència paisatgístic en el terme de Valldarques.

## Història
L'any 959 s'esmenta per primera vegada l'església de Sant Martí. També apareix en l'acta de consagració de Santa Cecília d'Elins el 1080. A la visita pastoral de 1758 s'esmenta com a Sant Romà de Valldarques o església de Sant Martí, que tenia cementiri propi per a les cases de Solans i Toriella. L'any 1904 la capella de Sant Martí encara tenia culte.